# Colart van Brimeu

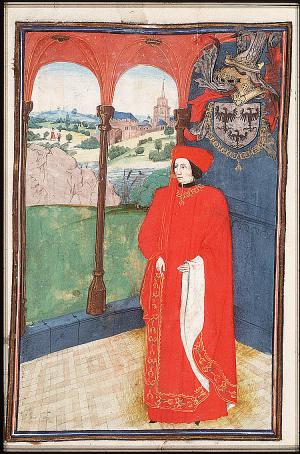
Colart van Brimeu

Colart van Brimeu (overleden 1441 of 1442), ook bekend als Colinet of Florimond van Brimeu, was een edelman in de Bourgondische Nederlanden en ridder in de Orde van het Gulden Vlies.
Hij was de zoon van Gwijde van Brimeu en Françoise de la Motte en werd heer van Maizicourt na de dood van zijn vader in 1397. Hij was seneschalk en gouverneur van Ponthieu. Hij behoorde tot de eerste 24 ridders in de Orde van het Gulden Vlies ingesteld door de Bourgondische hertog Filips de Goede. Hij was echter niet aanwezig bij het eerste feest van de orde in december 1431 in Rijsel, omdat hij op dat moment in krijgsgevangenschap was. Hij was gehuwd met Johanna d'Occoches.

## Zie ook

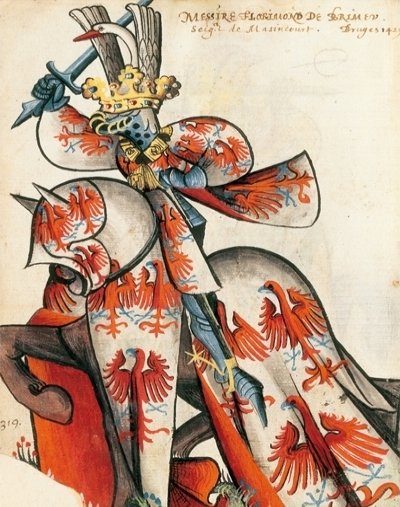
Colart in het Armorial équestre Toison d'or